# Rachel Binx
Rachel Binx (Nuevo México) es una científica de datos, desarrolladora y diseñadora estadounidense. Es cofundadora de Meshu y Gifpop, dos empresas que crean objetos físicos, como mapas y GIF animados, a partir de datos sociales.
También ha trabajado en Stamen Design y NASA .

## Biografía
En 2006, se mudó a California para asistir a la Universidad de Santa Clara, donde hizo una licenciatura en Matemáticas y una licenciatura en Historia del Arte. Después de graduarse, trabajó de manera independiente en visualización de datos y diseño web.
En 2011 se unió a Stamen Design, un estudio de diseño y tecnología en San Francisco, California. En Stamen, Binx trabajó en proyectos para clientes como MTV, Facebook y Oprah.
Cofundó Meshu, Gifpop y monochōme, pequeñas empresas que exploran la creación de objetos físicos únicos a partir de los datos que los clientes consideran significativos.
Meshu fue cofundada con Sha Hwang, otro exalumno de Stamen. Meshu es un servicio en el que las personas pueden cargar datos geográficos de servicios, como Foursquare, para convertirlos en joyas y accesorios. El objeto impreso en 3D resultante se crea a partir de puntos de datos cargados por el usuario.
Gifpop es un servicio para hacer GIF físicos. El servicio imprime tarjetas impresas lenticulares a partir de archivos gif cargados. Se lanzó a través de un proyecto de Kickstarter que recaudó más de $ 35,000 de más de 1,000 patrocinadores.
En 2014 fundó monochōme, una empresa de ropa que permite a los clientes utilizar mosaicos de mapas de OpenStreetMap para crear una impresión personalizada en varios artículos.

## Laboratorio de propulsión a chorro de la NASA
En 2015 se unió al Laboratorio de Propulsión a Chorro de la NASA. Creó una herramientas de visualización de datos para rovers, satélites y otra tecnología espacial. Trabaja como parte del grupo de investigación de interacción humano-computadora que crea herramientas de visualización de datos para evaluaciones de misiones.